# Flikmurkla
Flikmurkla (Gyromitra fastigiata) är en svampart som tillhör divisionen sporsäcksvampar, och som först beskrevs av Julius Vincenz von Krombholz, och fick sitt nu gällande namn av Rehm. Flikmurkla ingår i släktet stenmurklor, och familjen Discinaceae. Enligt den svenska rödlistan är arten starkt hotad i Sverige. Arten förekommer på Öland och Svealand. Artens livsmiljö är skogslandskap, jordbrukslandskap.